# دون ديفلن
دون ديفلن (بالإنجليزية: Don Devlin)‏ هو كاتب سيناريو وممثل أمريكي، ولد في 26 فبراير 1930 في ذا برونكس في الولايات المتحدة، وتوفي في 11 ديسمبر 2000 في لوس أنجلوس في الولايات المتحدة بسبب سرطان الرئة.

## وصلات خارجية
- دون ديفلن على موقع IMDb (الإنجليزية)
- دون ديفلن على موقع ألو سيني (الفرنسية)
- دون ديفلن على موقع أول موفي (الإنجليزية)
- دون ديفلن على موقع قاعدة بيانات الأفلام السويدية (السويدية)
- دون ديفلن على موقع قاعدة بيانات الفيلم (الإنجليزية)
- دون ديفلن على موقع كينوبويسك (الروسية)